# Yassine Chikhaoui
Yassine Chikhaoui (Radès, 22 de Setembro de 1986) é um futebolista tunisiano. Atualmente joga no Al-Ahli, clube da Arábia Saudita.

## Carreira
Rami Bedoui representou o elenco da Seleção Tunisiana de Futebol no Campeonato Africano das Nações de 2015.